# Bytom Karb
Bytom Karb – stacja kolejowa w Bytomiu, w woj. śląskim, w Polsce.

## Historia
W grudniu 2020 PKP Polskie Linie Kolejowe podpisały umowę na opracowanie dokumentacji oraz przebudowę linii kolejowej nr 131 na odcinku Chorzów Batory – Nakło Śląskie obejmującą przebudowę stacji Bytom Karb. W marcu 2022 rozpoczęły się właściwie prace budowlane, co poskutkowało zamknięciem linii nr 131 na odcinku Chorzów Batory – Tarnowskie Góry, w tym stacji Bytom Karb. 15 grudnia 2024 ruch pasażerki na tym odcinku linii nr 131 został przywrócony.

## Ruch pasażerski
| Rok   | Wymiana pasażerska na dobę |
| ----- | -------------------------- |
| 2019. | 10-19                      |
| 2022  | 10-19                      |